# 周亚卫
周亚卫（1889年3月—1976年8月12日），字振家，原名普文，浙江嵊县人，中国近代军事将领。他于辛亥革命前改名为“亚卫”，与改名“亚青”的弟弟合为“卫青”，意为“驱除鞑虏”。
周亚卫早年曾就读于杭州府中学堂、弁目学堂。在弁目学堂就读期间他由秋瑾发展为光复会会员。毕业后曾任陆军小学堂副学长。辛亥革命期間參與攻打清朝控制下的杭州。中华民国成立后，他于1912年辞去军职，考入陆军大学第四期。1916年与光复会同志、也是其同乡的尹锐志结婚。1917年毕业之后前往日本陆军大学留学。1924年回国后，先后担任过北洋政府陆军部军学司科长、安国军第三、四方面军团参谋处长、国民政府训练总监部副监、东三省保安总司令部军学处处长、东北边防军司令长官公署军令厅第三处处长、国军编遣委员会编组部副主任、军事委员会第一厅副主任等职。1935年被授予中将衔。抗日战争爆发后出任陆军大学副教育长、教育长。后又历任国民党中央党部训练委员会副主任委员、光复会副会长（其妻尹锐志为会长）、军事委员会法制处处长、中国童子军理事会副理事长等。1946年，周亚卫在重庆退役。1948年，被陈仪聘为浙江省政府顾问，并担任浙江省设计考核委员会主委。
中华人民共和国成立后，周亚卫于1950年出任中央人民政府人民革命军事委员会高级军训部研究室主任。后又任北京文史馆馆员、第二至四届全国政协委员。1976年8月12日，周亚卫在北京逝世，终年87岁。